# Fritz Mackensen
Fritz Mackensen (nacido el 8 de abril de 1866 cerca de Kreiensen, Northeim -fallecido el 12 de mayo de 1953 en Bremen), fue un pintor alemán del Art Nouveau. 
A partir de 1888 estudió con Friedrich August von Kaulbach y Wilhelm von Diez en la Academia de Bellas Artes de Munich, decantándose por un estilo paisajista. Fue amigo de Otto Modersohn y de Hans am Ende, con los que creó en 1889 la colonia de artistas de Worpswede.
En 1908 sucedió a Hans Olde como director de la Escuela de Bellas Artes de Weimar, que abandonó en 1916. 
Entre 1933 y 1935 fue el líder de la Nordischen Kunsthochschule (Universidad de arte de Bremen).

## Obras selectas
Pinturas
- "Gottesdienst im Freien", museo de Hanover
- "Tierbild", museo de Oldenburg
- "Die Scholle", museo de Weimar

Escultura de bronce
- "Alte Frau mit Ziege", Kunsthalle Bremen